# Ctenopelma brevicorne
Ctenopelma brevicorne là một loài tò vò trong họ Ichneumonidae.